# Forouzan
Forouzan  (en persa: فروزان Foruzan‎: فروزان Foruzan) (9 de agosto de 1937–Teherán, 24 de enero de 2016) fue una actriz, productora y artista iraní. 

## Carrera
Empezó su carrera en el  doblaje de voz. En 1964 protagonizó en Siamak Yasemi  "Sahel-e Entezar" pero esto era "Ganj-e Qarun", otra película por Yasemi aquello le hizo muy famosa. Su carrera llegó a su fin debido a la revolución iraní de 1979.
Forouzan fue popular también entre los persas jóvenes entre los que nacieron después de la revolución de 1979.
Forouzan falleció el 24 de enero de 2016 a los 78 años, en Teherán, Irán.

## Filmografía
- 1963: Sahele entezar - Maryam
- 1964: The Humans - Goli
- 1964: The Pleasures of Sin - Sahar
- 1965: Gate of Fate
- 1965: Darvazehe taghdir
- 1965: The Bride of the Sea - Maryam
- 1965: Croesus' Treasure - Ganjeh Gharoon
- 1965: Dah saye khatarnak - Sepideh
- 1966: Shookhi nakon delkhor misham - Assal
- 1966: Shamsi pahlevoon - Shamsi
- 1966: Hashem khan - Mina
- 1966: Farar az haghighat
- 1967: Valley of Death
- 1967: Haft shahr-e eshgh
- 1967: Gohar-e shab-cheragh
- 1967: Dalahoo - Arezoo
- 1968: Shokoh-e-javanmardi
- 1968: Yusuf ile Züleyha - Züleyha
- 1968: The Dragon Gorge
- 1968: Tahran macerasi
- 1968: Setare-ye haft-asemoon
- 1968: Ghoroube botparastan
- 1968: The Daughter of the King of Fairies
- 1968: Charkh-E-Bazigar
- 1968: Chahar darvish
- 1968: Bazee-e Eshgh
- 1968: Separate beds
- 1968: It's Written in the Stars
- 1969: Tak-khal
- 1969: Shar-ashoob
- 1969: Setare-ye foroozan
- 1969: Mojeze-ye ghalbha
- 1969: Malek-e doozakh
- 1969: A Girl Is Going to Die Tonight
- 1969: Büyük yemin
- 1969: The Great Oath - Firuzan
- 1970: Mardi az jonoob-e shahr - Atash
- 1970: Sogoli
- 1970: Ram karadan-e mard-e vahshi
- 1970: Raghaseye shahr - Pari
- 1970: Jafar var Golnar - Golnar
- 1970: Bride of Bianca
- 1971: Ayyoob - Shahin / Maryam / Shirin
- 1971: Baba Shamal - Shokat-ol-molook
- 1971: Khosghel-e mahalle - Nazi
- 1971: Heydar - Aghdas
- 1971: Badnaam - Badri
- 1971: Atashpare-ye shahr
- 1972: Zafar
- 1972: Sahere
- 1972: Mikhak-e sefid
- 1972: Khaterkhah
- 1972: Ghalandar - Eshrat
- 1972: The Dagger - Banafsheh
- 1973: Parizad
- 1973: Nakhoda - Darya
- 1975: Gharar-e bozorg - Shirin
- 1976: Khodahafez koochooloo
- 1977: The Cycle - Zahra
- 1977: Back and Dagger - Pari (final film role)

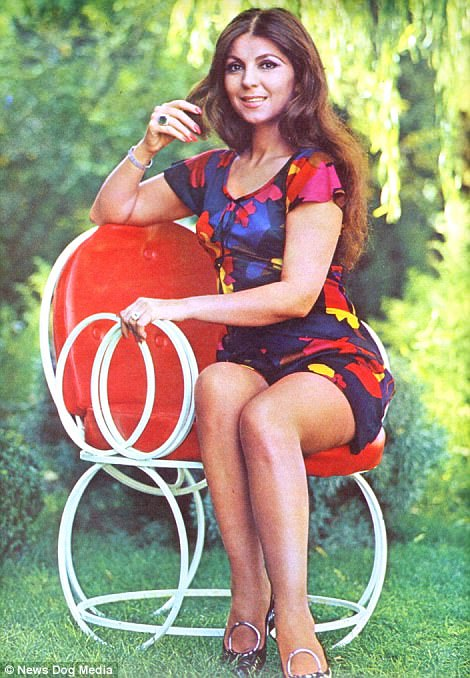